# Schattenhalb
Schattenhalb (toponimo tedesco) è un comune svizzero di 560 abitanti del Canton Berna, nella regione dell'Oberland (circondario di Interlaken-Oberhasli).

## Geografia fisica

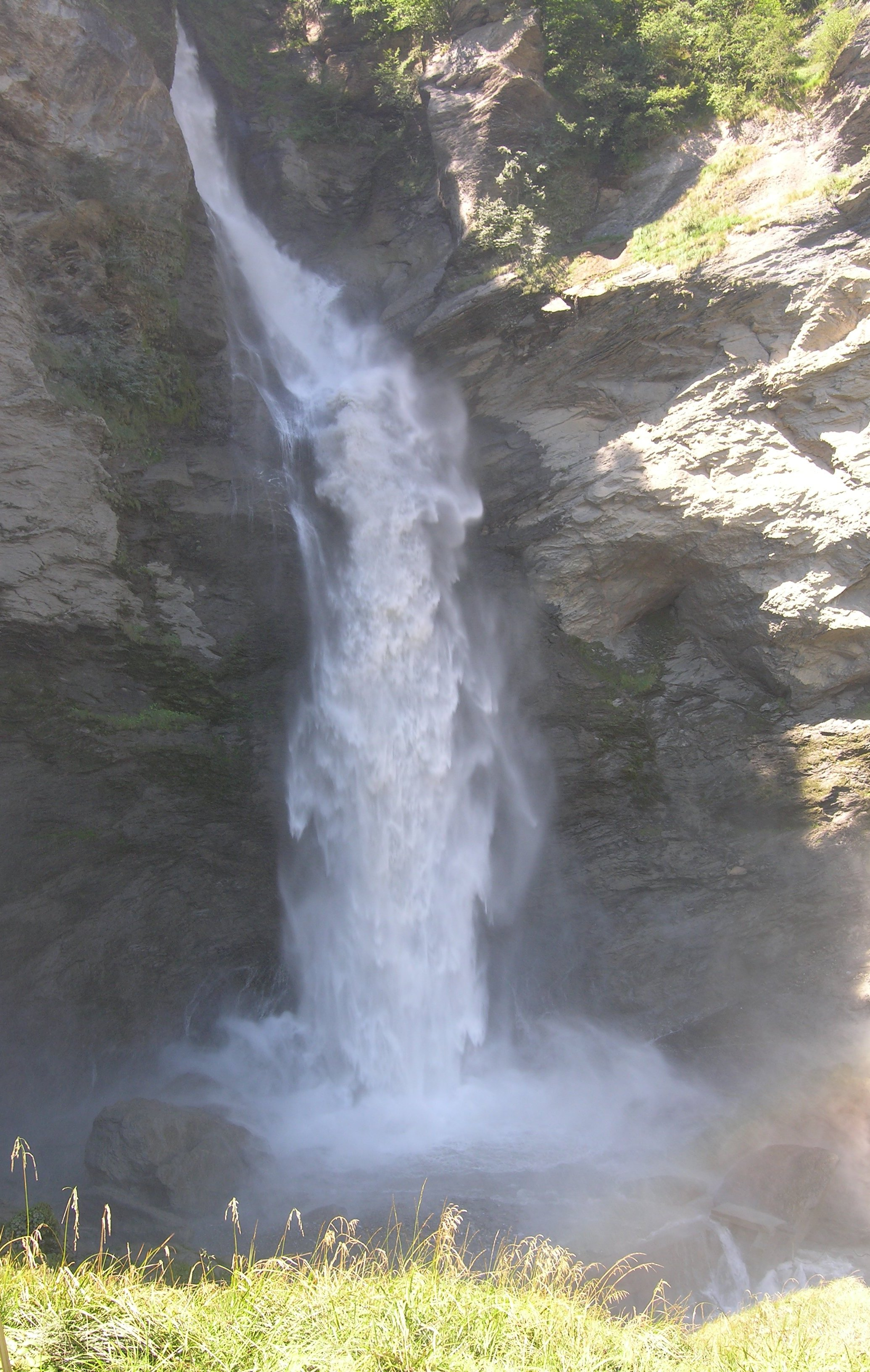
Le cascate Reichenbach

Nel territorio comunale si trovano le cascate Reichenbach formate dal fiume Aar.

## Storia
Il comune di Schattenhalb è stato istituito nel 1834 con l'unione delle comunità (Bäuert) di Falchern, Geissholz, Lugen e Willigen.

## Società

### Evoluzione demografica
L'evoluzione demografica è riportata nella seguente tabella:
Abitanti censiti

## Geografia antropica

### Frazioni
Le frazioni di Schattenhalb sono:
- Falchern
- Geissholz
- Lugen
- Schwendi
- Willigen

## Infrastrutture e trasporti

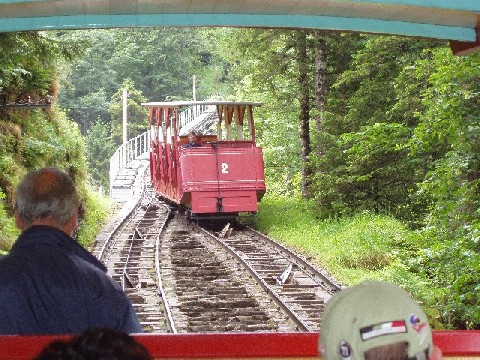
La Reichenbachfall-Bahn

Schattenhalb è servito dalla funicolare delle cascate Reichenbach (Reichenbachfall-Bahn).

## Amministrazione
Ogni famiglia originaria del luogo fa parte del cosiddetto comune patriziale e ha la responsabilità della manutenzione di ogni bene ricadente all'interno dei confini del comune.